# Speed of Life
Speed of Life är en instrumental låt skriven och framförd av David Bowie från hans album Low från 1977. Låten släpptes även som B-sida till Be My Wife senare samma år.